# Dolnja Počehova
Dolnja Počehova este o localitate din comuna Pesnica, Slovenia, cu o populație de 344 de locuitori.